# West Island (Kokosinseln)
Die Insel West Island, auch Pulau Panjang genannt, ist die Hauptinsel und mit 6,23 km² auch die größte Insel des Australischen Außengebietes der Kokosinseln. West Island ist eine Insel des Atolls South Keeling Islands. Die Inselgruppe liegt etwa 2.930 km nordwestlich von Perth, 3.685 km westlich von Darwin, 960 km südwestlich der Weihnachtsinsel und mehr als 1.000 km südwestlich von Java und Sumatra entfernt. Der nächstgelegene Festlandspunkt Australiens ist das Kap Low Point auf der Halbinsel North West Cape in einer Entfernung von etwa 2.100 km.
Die Insel hatte zur Volkszählung 2016 140 Einwohner, verglichen zu 134 Einwohnern im Jahr 2011; der größte Teil der Bevölkerung der Kokosinseln lebt jedoch in Bantam auf Home Island.
Die Verwaltungsgebäude der Regierung und auch der Flughafen der Inselgruppe Cocos (Keeling) Islands Airport mit einer fast 2500 Meter langen Landebahn befinden sich auf West Island, ebenso wie ein Gemischtwarenladen.

## Geschichte
Als Captain William Keeling 1609 die Kokosinseln erreichte, waren diese unbewohnt.
Die Southern Keeling Islands wurden 1826 von dem Sklavenhändler und Geschäftsmann Alexander Hare erstmals mit 100 Malaien besiedelt, darunter sein Harem. John Clunies-Ross siedelte 1827 auf Home Island mit 40 Personen, die Clunies-Ross gegen ihren Willen dorthin brachte. Clunies-Ross installierte ein autoritäres soziales und politisches System. Am 22. Dezember 1837 gab es eine erfolglose Revolte von Malaien dagegen. Daraufhin setzte John Clunies-Ross, der sich König Ross I. nannte, eine Vereinbarung durch, die die auf den Kokosinseln lebenden malaiischen und bantamesischen sowie europäischen Familien zwang, in seinen Häusern zu leben und für ihn zu arbeiten oder die Insel zu verlassen.
Auf den Inseln wurden Kokospalmen gepflanzt und daraus Kopra und Kokosöl hergestellt. Dieses wurde exportiert, während andere Produkte importiert werden mussten.
Die Militärs besetzten ab 1941 die Inseln und am Ende des Zweiten Weltkriegs mussten 3000 abgezogen werden. Des Weiteren hielten sich 1800 Zivilisten auf, von denen 900 nach Borneo, Singapur und zur Weihnachtsinsel zurückgebracht werden mussten.
1944 kam erstmals ein Verwalter der australischen Regierung nach Home Island.
Die Royal Air Force, Royal Indian Air Force und Fleet Air Arm bauten im März 1945 eine Landebahn auf West Island, wobei tausende von Kokospalmen gefällt werden mussten. Die Piste wurde 1946 wieder stillgelegt.
1951 übernahm die australische Regierung, trotz Widerspruchs der Familie Clunies-Ross, die Kontrolle über die Inseln und kaufte von ihnen 150 ha an der Landebahn auf. Da die Landebahn lediglich für leichte Flugzeuge geeignet war, wurde sie 1952 befestigt und von Qantas zum Betanken auf ihren Flügen nach Europa über Südafrika angeflogen.
Erst 1953 wurden erste Regierungsgebäude auf West Island gebaut und in der Folge kam Regierungs- und Verwaltungs- und Krankenhauspersonal. Die Kokosinseln wurden 1955 zum Australischen Außengebiet erklärt.
In den späten 1960er Jahren drangen die autoritären Herrschaftsformen der Familie Clunies-Ross bis zu den United Nations vor, die eine Delegation dorthin entsandten.
Erst 1978 rief Australien die Kokosinseln zu einem selbstbestimmten Außengebiet aus, als es die Inseln für AUD 6,250 Millionen aufkaufte. 1979 wurde das Cocos (Keeling) Islands Shire auf Home Island gegründet, das allerdings erst 1984 die Regierung über alle Kokosinseln ausdehnen konnte.
1987 wurde die Kopraherstellung wegen Unwirtschaftlichkeit beendet, und es gibt eine hohe Arbeitslosigkeit unter den Inselbewohnern.
Von 2001 bis 2002 befand sich in der Nähe des Flughafens, in einer ehemaligen Viehquartäne-Station, ein Flüchtlingslager der australischen Regierung für Boatpeople, das Cocos Island Contingency Reception Centre. Dort befanden sie sich in Einwanderungshaft.

## Bauwerke und Denkmale
Auf West Island dominieren historische und aus Modulen bestehende Häuser, die aus Asbestzement gebaut und teilweise in Australien vorgefertigt wurden. Darunter sind zwei Typen zu unterscheiden. Die Häuser vom Typ T, die wegen ihrer Form so genannt werden, wurden während der 1950er Jahre gebaut und 1979 erneuert. Sie haben drei Schlafzimmer, eine Küche, ein Bad und Wohnzimmer und eine Vorhalle. Der Typ 2 wurde auch in den 1950er Jahren gebaut, hat ebenso viele Zimmer, allerdings eine große Halle, die in eine Vorhalle übergeht.
Das historische Gebäude der Regierungsverwaltung wurde 1953 gebaut. In der Nähe des Regierungsgebäudes befinden sich auf Stelzen gestellte denkmalgeschützte Häuser vom Typ 2, die bessere klimatische Verhältnisse im Gebäudeinneren erzeugen.
Die räumliche Anordnung und die Gebäude sind unüblich, möglicherweise einmalig für Australien, und denkmalgeschützt.
Weitere denkmalgeschützte Gebäude sind die auf West Island befindlichen früheren Qantas Huts (deutsch: Qantas-Hütten), die seltene Beispiele für Aufenthaltsräume der australischen Luftfahrtgeschichte aus der Zeit sind, als Flugzeuge zwischen Perth und Johannesburg in Südafrika über den Indischen Ozean einen Tankaufenthalt auf dem Flughafen von West Island nehmen mussten. Diese Gebäude dienten auch der Indonesischen Regierung für Militär- und Privatflüge in den 1960er Jahren. Sie bestehen aus sechs Räumen, sind aus Asbestzement und mit Holz verkleidet und mit einer nördlich gelegenen Veranda ausgestattet. Sie befinden sich am Sydney Highway an der Ecke zur Clunies Ross Avenue der Insel.
Die West Island Mosque (deutsch: Moschee auf West Island) ist von historischer Bedeutung und dient der Religionsausübung der Cocos Malays. Das Gebäude der Moschee befand sich ursprünglich auf Direction Island, wo es bis 1966 der Luft- und Seenotrettungsstation diente und 1996 dort abgebaut wurde.

## Bevölkerung
1981 waren 58 % der Bevölkerung auf den Kokosinseln Cocos Malay people und 26 % Europäer, die hauptsächlich auf West Island lebten. 2002 waren rund die Hälfte der Bevölkerung muslimischen Glaubens. 2016 waren es allerdings nur noch 17 %. 43 % sagten, dass sie nicht gläubig wären.